# Serie Mundial Amateur de Béisbol de 1971
La XIX Serie Mundial Amateur de Béisbol se llevó a cabo en La Habana, Cuba del 21 de noviembre al 4 de diciembre de 1971.

## Ronda Única
| Posición | Equipo                | Ganados | Perdidos |
| -------- | --------------------- | ------- | -------- |
| 1        | Cuba                  | 9       | 0        |
| 2        | Colombia              | 7       | 2        |
| 3        | Nicaragua             | 6       | 3        |
| 4        | Puerto Rico           | 6       | 3        |
| 5        | Panamá                | 5       | 4        |
| 6        | República Dominicana  | 4       | 5        |
| 7        | Canadá                | 4       | 5        |
| 8        | Italia                | 2       | 7        |
| 9        | México                | 2       | 7        |
| 10       | Antillas Neerlandesas | 0       | 9        |

| Cuba                 |
| Campeón Cuba         |
| Décimo primer título |